# PURL
PURL (англ. Persistent Uniform Resource Locator) — постоянный единообразный указатель местоположения ресурса, постоянный URL. PURL задуман как ссылка на ресурс, которая никогда не изменится и теоретически будет доступна вечно. Проект PURL был запущен в январе 1996 года. PURL является инициативой ряда международных некоммерческих организаций, с момента запуска инициативу возглавлял библиотечный центр OCLC (англ. Online Computer Library Center), затем руководство инициативой перешло к Internet Archive. Наиболее распространено применение PURL в электронных библиотечных системах.
PURL представляет собой URL, который не является конечным адресом ресурса, а служит для перенаправления пользователя на конечный адрес ресурса — на другой URL. В то время как конечный адрес ресурса может со временем изменяться, PURL, согласно замыслу, будет оставаться неизменным, и перейдя по PURL-ссылке пользователь непременно получит запрошенный ресурс, каков бы ни был на данный момент его конечный адрес. Технически перенаправление пользователя происходит путем посылки HTTP-заголовка "Location" с конечным адресом ресурса и HTTP-кода 302.
Технически формат PURL полностью идентичен формату URL, «постоянство» PURL определяется лишь результатом соглашения поддерживающих данную инициативу организаций.
Понятие «постоянная ссылка» (англ. permalink) родственно по духу концепции PURL, но под постоянной ссылкой не подразумевается свойственный PURL механизм кросс-доменных перенаправлений.

## Пример реализации PURL
Допустим, зарегистрирован следующий PURL:
```
https://purl.archive.org/RussianLiterature/LeoTolstoy/WarAndPeace/
```

Допустим, в базе данных purl.archive.org для данного PURL записан следующий конечный (изменяемый) URL-адрес ресурса:
```
https://russian-books.org/archive/tolstoy/1869/war-and-peace/
```

В этом случае, если пользователь перейдет по следующей PURL-ссылке:
```
https://purl.archive.org/RussianLiterature/LeoTolstoy/WarAndPeace/chapter12.html
```

То веб-сервер purl.archive.org перенаправит пользователя на адрес:
```
https://russian-books.org/archive/tolstoy/1869/war-and-peace/chapter12.html
```

## Примеры существующих сервисов PURL
- purl.archive.org - публичный сервис для создания PURL.
- purl.fdlp.gov - сайт Федеральной программы депозитарных библиотек США (англ. Federal Depository Library Program). Данная программа, финансируемая из бюджета США и включающая 1114 библиотек, на бесплатной основе предоставляет доступ к документам Правительства США, доступным по PURL.
- purl.stanford.edu - PURL-сервис Стэнфордского университета.

## Схожие с PURL концепции
- Digital object identifier (DOI)
- Universally unique identifier (UUID)
- Схема info спецификации URI
- Life Science Identifiers (LSID)
- W3C Permanent Identifier